# Stanwilliamsviridae
Stanwilliamsviridae ist eine im März 2025 als Familie eingerichtete Gruppe von Viren mit Kopf-Schwanz-Aufbau vom Morphotyp B (Siphoviren).
Ihre Wirte sind Bakterien, was sie als Bakteriophagen klassifiziert.

## Beschreibung
Die Stanwilliamsviridae sind eine Familie lytischer Bakteriophagen. Sie infizieren Bterien der Gattung Streptomyces und sind vom Morphotyp der Siphoviren. Ihre Genomgröße beträgt im Mittel 130,25 kbp (Kilobasenpaare), ihr GC-Gehalt 49.3 mol% (wesentlich weniger als der ihrer Bakterienwirte). Sie kodieren etwa 233 Proteine und 38 tRNSs. Deteils zu einigen exemplarischen Beispielen:
- Streptomyces-Phage Tomas wurde 2020 von Shelby Harris (University of North Texas, Lake Worth (Texas)) von Sojapflanzen geprobt, sein Wirt ist Streptomyces sanglieri, Stamm UNT16F27A.
- Streptomyces-Phage Wakanda wurde 2019 von Ketsia Kankolongo (University of North Texas, Lewisville (Texas)) isolieret. Sein Wirt ist ebenfalls Streptomyces sanglieri UNT16F27A.
- Streptomyces-Phage Coruscant wurde von Mitarbeitern des Forschungszentrums Jülich aus Bodenproben in Deutschland isoliert, sein Wirt ist Streptomyces venezuelae, Stamm ATCC 10712.
- Streptomyces-Phage Faust wurde 2019 von Meher Arora und Bronson Burke in Chesterfield (Missouri) isoliert. Sein Wirt ist Streptomyces lividans, Stamm JI 1326 isoliert.

### Satellitensysteme Mulch und Flayer

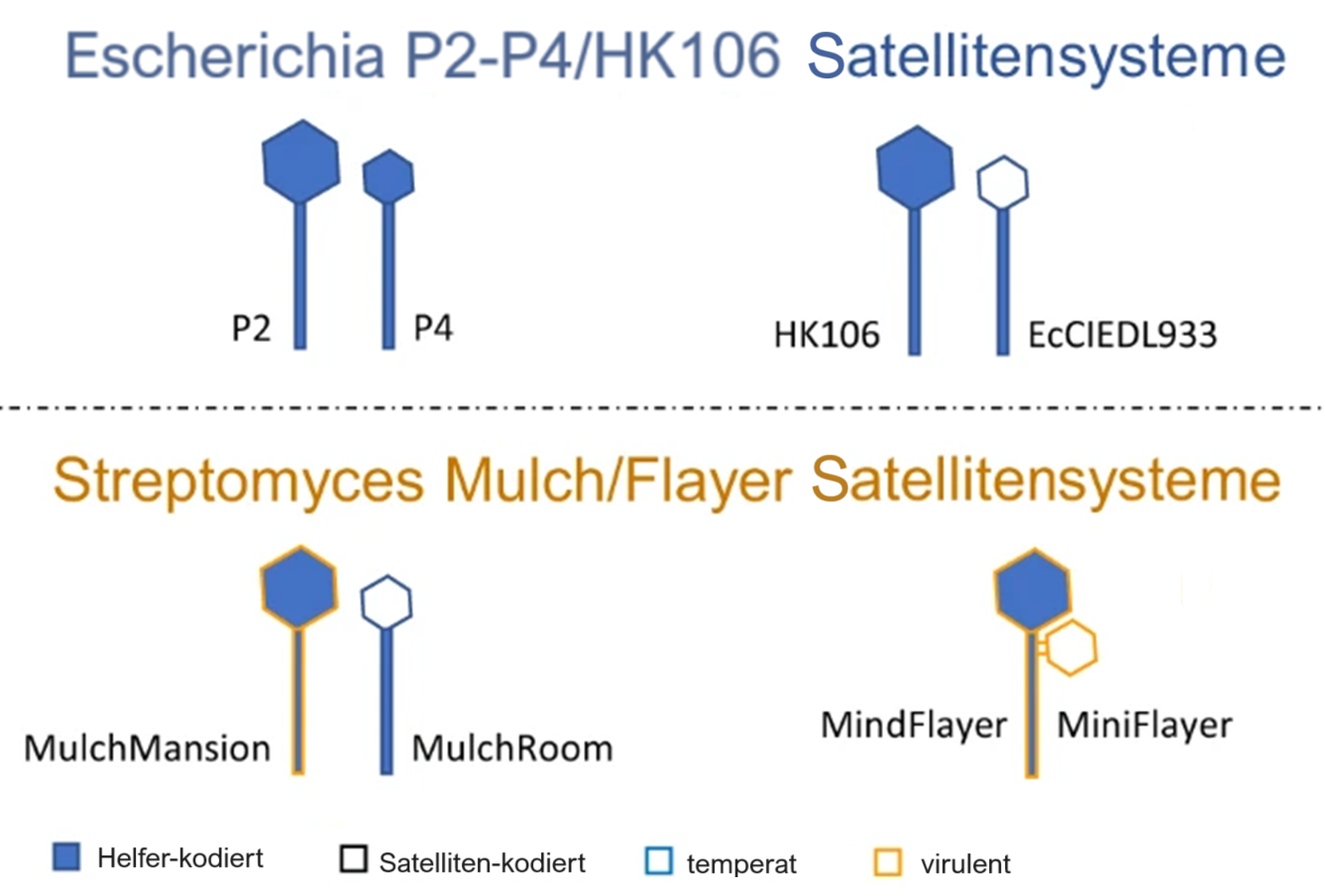
Helfer/Satelliten-Systeme bei Bakteriophagen im Vergleich

Im Dezember 2023 veröffentlichten Tagide deCarvalho et al. eine Studie, in der sie zwei Satelliten-Helfervirus-Systeme, Mulch und Flayer, vorstellten.
- Streptomyces-Phage MulchMansion (Wirt: Streptomyces viridochromogenes DSM40736)[4][5] ist ein als Mitglied der Gattung Samistivirus vorgeschlagener Phage, der als ein Helfervirus für den bisher noch nicht klassifizierten Caudoviricetes-Phagen MulchRoom (alias Mulchrom oder GrrY1)[6][7] dient.
- Streptomyces-Phage MindFlayer (Wirt: Streptomyces mirabilis NRRL B-2400)[8][9] ist ein als Mitglied der Gattung Karimacvirus vorgeschlagener Phage, der auch als ein Helfervirus für den ebenfalls noch nicht näher klassifizierten Caudoviricetes-Phagen MiniFlayer dient.[10][11]

Die beiden zuvor bekannten Phagensatelliten (P4 von Escherichia-Virus P2 und EcCIEDL933 von Escherichia-Virus HK106) haben einen kleinen Kopf und einen helferähnlichen Schwanz. Die Capsid-Gene sind in der Regel von den Helfern kodiert, einige Kapsid-bildende Satellitenphagen verwenden jedoch eigene Gene für die Verkapselung. Bei den Mulch- und Flayer-Systemen kodieren die Satelliten ihre Kapsidgene selbst. Die Satelliten weisen eine typische Morphologie auf, wenn sie temperent sind, und eine neuartige Morphologie für eine gleichzeitige Co-Infektion, wenn sie virulent sind.
Da die MiniFlayer-Phagen sich an den Schwanz („Hals“) der MindFlayer-Phagen anheften wurden sie in der populärwissenschaftlichen Literatur auch schon mal als „Vampirviren“ (vampire viruses) bezeichnet.
Mit Stand Ende März 2025 haben sowohl Helfer- als auch Satellitenvirus der beiden Systeme noch Vorschlagsstatus.

## Systematik
Die Systematik der Stanwilliamsviridae ist nach International Committee on Taxonomy of Viruses (ICTV), ergänzt um einige Vorschläge nach der Taxonomie des National Center for Biotechnology Information (NCBI) in Hochkommata mit Stand 1. April 2025 (MSL#40v1) wie folgt:
Familie Stanwilliamsviridae (Bacteriophage Database Cluster BE und BK)
- Unterfamilie Boydwoodruffvirinae (frühere Gattung Karimacvirus s. l. der damaligen Familie Siphoviridae, im Cluster BE[15])
  - Gattung Coruscantvirus (im Cluster BE)
    - Spezies Coruscantvirus coruscant, mit Streptomyces-Phage Coruscant

  - Gattung Karimacvirus (im Subcluster BE2)
    - Spezies Karimacvirus karimac (Streptomyces-Virus Karimac), mit Streptomyces-Phage Karimac
    - Spezies Karimacvirus lukecage (Streptomyces-Virus LukeCag), mit Streptomyces-Phage LukeCage
    - Spezies Karimacvirus starplatinum (Streptomyces-Virus StarPlatinum), mit Streptomyces-Phage StarPlatinum
    - Spezies Karimacvirus wofford (Streptomyces-Virus Wollford), mit Streptomyces-Phage Wollford
    - Spezies Karimacvirus yaboi (Streptomyces-Virus Yaboi), mit Streptomyces-Phage Yaboi
    - Spezies „Streptomyces phage MindFlayer“ („Streptomyces-Phage MindFlayer“)[16] – mit Satellit MiniFlayer[13][10][11][13]

  - Gattung Samistivirus (Subcluster BE1)
    - Spezies Samistivirus bmoc, mit Streptomyces-Phage Bmoc
    - Spezies Samistivirus braelyn, mit Streptomyces-Phage Braelyn
    - Spezies Samistivirus daubenski, mit Streptomyces-Phage Daubenski
    - Spezies Samistivirus egole, mit Streptomyces-Phage Egole
    - Spezies Samistivirus evy, mit Streptomyces-Phage Evy
    - Spezies Samistivirus jay2jay, mit Streptomyces-Phage Jay2jay
    - Spezies Samistivirus mildred21, mit Streptomyces-Phage Mildred21
    - Spezies Samistivirus nootnoot, mit Streptomyces-Phage NootNoot
    - Spezies Samistivirus paradiddles, mit Streptomyces-Phage Paradiddles
    - Spezies Samistivirus peebs, mit Streptomyces-Phage Peebs
    - Spezies Samistivirus samisti12, mit Streptomyces-Phage Samisti12

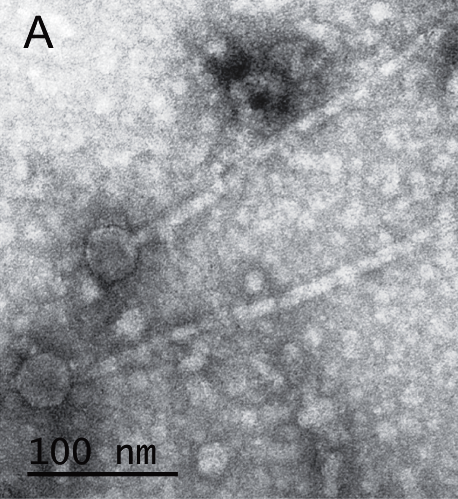
TEM-Aufnahme von Virionen des Streptomyces-Satellitenphagen MulchRoom, vorgeschlagen für Gattung Samistivirus

    - TEM-Aufnahme von Virionen des Streptomyces-Satellitenphagen MulchRoom, vorgeschlagen für Gattung SamistivirusSpezies „Streptomyces phage MulchMansion“ („Streptomyces-Phage MulchMansion“)[5] – mit Satellit MulchRoom (alias Mulchroom oder GrrY1)[13][6][7]

  - Gattung Tomasvirus (im Subcluster BE2)
    - Spezies Tomasvirus tomas, mit Streptomyces-Phage Tomas
- Unterfamilie Loccivirinae (im Cluster BK[17])
  - Gattung Annadreamyvirus (im Subcluster BK1)
    - Spezies Annadreamyvirus annadreamy, mit Streptomyces-Phage Annadreamy
    - Spezies Annadreamyvirus blueeyedbeauty, mit Streptomyces-Phage Blueeyedbeauty

  - Gattung Faustvirus (im Subcluster BK1)
    - Spezies Faustvirus faust, mit Streptomyces-Phage Faust
    - Spezies Faustvirus tunatartare, mit Streptomyces-Phage TunaTartare

  - Gattung Gilsonvirus (im Subcluster BK1)
    - Spezies Gilsonvirus comrade, mit Streptomyces-Phage Comrade
    - Spezies Gilsonvirus gilson, mit Streptomyces-Phage Gilson

  - Gattung Wakandavirus (im Subcluster BK2)
    - Spezies Wakandavirus muntaha, mit Streptomyces-Phage Muntaha
    - Spezies Wakandavirus wakanda, mit Streptomyces-Phage Wakanda

  - Gattung Wilnyevirus (im Subcluster BK2)
    - Spezies Wilnyevirus billnye, mit Streptomyces-Phage BillNye

## Etymologie
Die Familie Stanwilliamsviridae wurde benannt zu Ehren des britischen Mikrobiologen Stanley Thomas Williams, eines Pioniers in der Entwicklung von Techniken für die Rasterelektronenmikroskopie; der Suffix ‚-viridae‘ kennzeichnet Virusfamilien.
- Der Name der Unterfamilie Loccivirinae ehrt Romano Locci (1937 bis 2010), ein Slowenisch-Italienischer Phagologe und Mykologe, der an der Universität Mailand und der Universität Köln wirkte. Er trug wesentlich zur Erforschung und Taxonomie der Mykobakterien und Streptomyzeten bei.[3]
- Der Name der Unterfamilie Boydwoodruffvirinae ehrt den amerikanischen Bodenmikrobiologen Harold Boyd Woodruff (1917–2017). Er promovierte an der Rutgers University, wo in seiner Doktorarbeit die Antibiotika Actinomycin und Streptothricin[18][19] entdeckte. Er war Mitglied der National Academy of Sciences (NAS) und verbrachte seine Karriere als Forscher bei Merck & Co.[20][21]

Der Suffix ‚-virinae‘ kennzeichnet Virusunterfamilien.